# Alee
alee（アリー、1973年3月28日 - ）は、神戸市灘区出身のスポーツMC、ラジオのパーソナリティ。
1998年からスポーツMCとして活動をはじめ、スノーボードの競技者だった経験を活かし、サイクルスポーツ、モータースポーツ、アクションスポーツ、球技全般、多種多様なスポーツシーンを盛り上げる。

今までに実況を担当した種目は40以上。スポーツMCという立場をより広めるためにも活動、スポーツMCチームリアルを運営している。
MCのモットーは、三方良し！ 選手、観客、スタッフが一体となるトリプルグットな世界を作り出すこと。

## 出演番組・イベント一覧

### ラジオ
- radio drive plus（火 16:00～19:00/e-radio）

### テレビ
- J SPORTS cycle road race（2015年～/J SPORTS）

### スポーツ
スノーボード
- X-TRAIL JAM in Tokyo Dome（2005年12月/東京ドーム）

サッカー
- 2006 FIFA ドイツ ワールドカップパブリックビューイングin神戸ウイングスタジアム

エアレース
- レッドブル・エアレース・ワールドシリーズ千葉大会 千葉県千葉市幕張海浜公園 大会MC
  - 2015年レッドブル・エアレース・ワールドシリーズ 千葉[1]
  - 2016年レッドブル・エアレース・ワールドシリーズ 千葉[2]
  - 2017年レッドブル・エアレース・ワールドシリーズ 千葉[3]
  - 2018年レッドブル・エアレース・ワールドシリーズ 千葉[4]
  - 2019年レッドブル・エアレース・ワールドシリーズ 千葉[5]

アイスクロス
- レッドブル・クラッシュドアイス横浜2018（2018年12月7日-8日/横浜・臨港パーク）MC[6][7]